# Kuźnica Kaszewska
Kuźnica Kaszewska – wieś w Polsce, położona w województwie łódzkim, w powiecie bełchatowskim, w gminie Kluki. 
| SIMC    | Nazwa   | Rodzaj    |
| ------- | ------- | --------- |
| 0542511 | Niwisko | część wsi |

Jest to charakterystyczna dla Polski miejscowość, gdyż przez wieś przechodzi jedna główna droga.
Nazwa pochodzi od dwóch słów "kuźnia" i "Kaszewice". Lata temu była tu największa kuźnia w okolicy. Nazwa Kaszewska uzyskała dzięki temu, że miejscowość jest położona w pobliżu wsi Kaszewice.
W latach 1975–1998 miejscowość administracyjnie należała do województwa piotrkowskiego.